# Arendt de Jounge
Arendt Allon Lorentz de Jounge, född 10 juni 1900 i Visby, död 27 april 1982 i Corona del Mar, Kalifornien, var en svensk direktör och civilingenjör.

## Biografi
de Jounge var son till direktören Allon de Jounge (1866-1939) och Anna Johanna Wedin (1875-1928). Han tog studentexamen i Djursholm 1919 och studerade vidare vid Stockholms högskola samma år. de Jounge skrevs in på Kungliga Tekniska högskolan och studerade maskinbyggnad och mekanisk teknik 1920-1924. Han blev därefter driftsingenjör vid AB Visby Cementfabrik 1926, disponent där 1926-1932, disponent och VD i Slite Cement och Kalk AB 1932-1965. Han var även VD för AB Ruteverken från 1936 och teknisk direktör i AB Gotlands Kalkverk.
Han var ordförande i Gotlands handelskammare från 1955, Gotlands Allehandas tryckeribolag från 1955, styrelseledamot av Svenska cementföreningen från 1930, SLite Cement och Kalk AB, Svenska Cementförsäljnings AB, Slite Hotell AB från 1933, AB Ruteverken från 1936, AB Visby Bryggerier från 1937, AB Gotlands Bank från 1938, ledamot av kommunämnden från 1933, ordförande i Slite hamndirektion från 1933, ordförande i Rederi AB Ankaret och AB Hamra, ledamot av och vice ordförande i kommunfullmäktige från 1935, ordförande i stiftelsen Visby sjömanshus från 1961, ledamot av och vice ordförande i stiftelsen Lundsbergs skolas fullmäktige samt ledamot av Gotlands nations byggnad från 1943.
de Jounge var ledamot i Sveriges riksdags andra kammare för Högerpartiet från Gotlands län 1958-1959 och landstingsman 1963-1970.
Han gifte sig 1927 med Inga Åstrand (född 1902), dotter till vice häradshövding Gustav Åstrand och Ann-Marie Hallström. Han är far till direktören Lars (född 1927), direktören Jan (född 1929), Dick (född 1933), Allon (född 1939) och Madeleine (född 1944).

## Utmärkelser
- Kommendör av Vasaorden (KVO)[3]
- Sjövärnskårens silvermedalj (SVKSM)[2]
- Riksluftskyddsförbundets silvermedalj (RLSFSM)[2]
- Patriotiska Sällskapets gulkdmedalj (PatrSGM)[3]